# Coryphodontidae
Coryphodontidae (лат.) — вымершее семейство млекопитающих из отряда пантодонтов (Pantodonta), известное с позднего палеоцена до среднего эоцена Евразии и Северной Америки.
Типовой род Coryphodon известен из отложений, датированных временем перехода от палеоцена к эоцену, из Европы, западной части США, северной Канады и восточной Азии. Остальные роды известны исключительно из среднего эоцена Азии.
Coryphodontidae родственны Pantolambdidae. Корифодоны — крупные продвинутые пантодонты, впервые описанные в середине XIX века, но неизвестно никаких промежуточных стадий, ведущих к появлению их необычных верхних коренных зубов. Последний известный вид корифодонов имеет билофодонтные коренные зубы, похожие на зубы более поздних, более развитых Coryphodontidae, и, скорее всего, корифодон является примитивным сестринским таксоном для остальных родов, и вся линия (или линии) произошла внутри этого рода. Два рода Coryphodontidae, значительно крупнее корифодона, но эндемичные для Китая, Asiocoryphodon и Heterocoryphodon, имеют более развитый билофодонтный зубной ряд.

## Палеобиология
Coryphodontidae были медленно растущими и долгоживущими животными, а исследования большой выборки особей из одной местности, предположительно принадлежащих к одной и той же популяции, позволяют предположить, что они имели полигинную социальную структуру, при которой самцы и самки достигали половой зрелости в разном возрасте. Гистологическое исследование образцов эмали коренных зубов Heterocoryphodon flerowi и Eudinoceras mongoliensis показывает, что их рост и развитие были сопоставимы с ростом и развитием Hippopotamus amphibius и Ceratotherium simum соответственно. Asiocoryphodon conicus жил меньше и рос быстрее бегемота.

## Роды
На февраль 2024 в семейство включают 6 вымерших родов:
- † Asiocoryphodon Xu, 1976
- † Coryphodon Owen, 1845
- † Eudinoceras Osborn, 1924
- † Heterocoryphodon Lucas and Tong, 1987
- † Hypercoryphodon Osborn and Granger, 1932
- † Wutucoryphodon Tong and Wang, 2006